# ザ・ドリンカード・シンガーズ
ザ・ドリンカード・シンガーズ (The Drinkard Singers) は、アメリカ合衆国のゴスペル歌唱グループで、1950年代後半に大きな成功を収め、シシー・ヒューストン、ディオンヌ・ワーウィック、ディー・ディー・ワーウィック、ジュディ・クレイといった女性歌手たちの経歴上、重要な役割を果たした。

## 家系の系譜
ニチョラス・ドリンカード（Nitcholas Drinkard、別名：ニッチ Nitch、1896年 – 1952年）とデリア・メイ・ドリンカード（Delia Mae Drinkard、旧姓：マッキャスキル McCaskill、1901年 – 1941年）の間には、8人の子どもたちが生まれた。男の子はウィリアム（William、1918年 – 2003年）、ハンソム（Hansom、1925年 – 1986年）、ニコラス（Nicholas、1929年 – 1992年）、ラリー（Larry、1931年 – 2012年）、女の子はリー（Lee、1920年 – 2005年）、メアリ（Marie、1922年 – 2007年）、アン（Anne、1927年 – 2003年）とシシー（Cissy、1933年 - 2024年）であった。ドリンカードという姓は、ネイティブ・アメリカンだった先祖から伝わったものであったが、語義はイギリス系に由来するもので、「水の流れ (the running of water)」といった意味である。
ニチョラス・ドリンカードは、オランダ系とアフリカ系の系譜を引く母スーザン・ベル・ドリンカード（Susan Bell Drinkard、旧姓：フラー Fuller、1876年 - ?）と、全くのネイティブ・アメリカンだった父ジョン・ドランカード・ジュニア（John Drinkard Jr.、1870年 - ?）の間に生まれた。彼は、ジョージア州ブレイクリーの、土地持ちのアフリカ系アメリカ人の家庭の出であり、最初の3人の子どもたちはブレイクリーで生まれた。ドランカード家は、黒人の土地所有が例外的なものであった当時にあって、相当量の農地を所有していた。しかし、その資産は、徐々に消耗し、時を経るごとに土地は少しずつ切り売りされて、親族間で法的な諍いが絶えない状態になった。
一家は、アフリカ系アメリカ人の大移動の時期に、ニュージャージー州へ移り住んだ。1938年には、母親のデリアが脳卒中で倒れ、3年後に脳内出血で死去した。父親であるニチョラスは、1951年に胃癌のため死去した。

## 音楽活動
工場労働者であったニチョラス・"ニッチ"・ドリンカードは、1938年ころからニュージャージー州ニューアークで、自分の子どもたちにゴスペルを歌うグループを結成するよう勧め、これがザ・ドリンカード・カルテット (the Drinkard Quartet) として知られるようになり、ザ・ドリンカード・シンガーズへとつながる最初の一歩となった。当初の編成は、後にシシー・ヒューストンとして知られることになるエミリー・ドリンカード (Emily Drinkard)、その姉アン・ドリンカード＝モス (Anne Drinkard-Moss)、彼女たちの兄弟であるニック (Nick) とラリー (Larry) であった。長姉のリー・ドリンカード・ウォリック (Lee Drinkard Warrick) は、ディー・ディーとディオンヌ姉妹の母親であったが、グループのマネージャー役となった。
その後、次姉のメアリがグループに加わり、グループの名はザ・ドリンカード・シンガーズと改められた。アン・ドリンカード＝モスがグループを離れると、その代わりに、リーの養女であったジュディ・ギオンズ (Judy Guions) が加わったが、彼女は後にジュディ・クレイとして知られるようになる。ニューアークをはじめ、ニュージャージー州全域や、ニューヨークでも定期的に活動を続けていた彼らは、数枚のシングルを録音した。1957年のニューポート・ジャズ・フェスティバルに出演した後、メジャー・レーベルから出たものとしては最初のゴスペル・アルバムとされるライブ・アルバム『A Joyful Noise』を、RCAレコードから1959年にリリースした。
1960年代はじめには、何回かのメンバーの入れ替えがあり、残ったメンバーたちは、1967年にザ・スウィート・インスピレイションズとなって、ワーウィック姉妹や、アレサ・フランクリン、エルヴィス・プレスリーなどのバックグラウンド・コーラスをしばしば担当した。